# اعتصاب ۱۴۰۴ کامیون‌داران
اعتصاب سراسری ۱۴۰۴ کامیون‌داران به دور تازه‌ای از اعتراض‌ها و اعتصاب سراسری رانندگان و کامیون‌داران گفته می‌شود که از روز دوشنبه ۲۹ اردیبهشت ۱۴۰۴ خورشیدی، با اعتصاب گروهی از کامیون‌داران در بندرعباس آغاز شد. معترضان با توقف در مسیرهای ورودی و خروجی بندرعباس، زمینه‌ساز آغاز یک اعتصاب سراسری شدند. اتحادیه تشکل‌های کامیون‌داران و رانندگان سراسر ایران اعلام کرد این اعتصاب سراسری به بیش از ۱۶۳ شهر ایران گسترش یافت. اعتراض‌ها و اعتصاب‌ها روز به روز گسترده‌تر شد و تعداد بیشتری از کامیون‌داران در سراسر کشور به این حرکت پیوستند و سایر اقشار نیز از آن حمایت کردند؛ به‌طوری‌که تأثیر قابل‌توجهی بر اقتصاد کشور مشاهده شد.
کامیون‌داران و رانندگان کامیون ایران در سال‌های اخیر با مجموعه‌ای از مشکلات اقتصادی و صنفی مواجه بوده‌اند. از جمله مهمتریت چالش‌های مطرح‌شده توسط این صنف می‌توان به افزایش هزینه‌های نگهداری وسایل نقلیه، هزینه بالا تعمیرات، پایین بودن نرخ کرایه حمل‌ونقل، کاهش سهمیه سوخت، گرانی لاستیک و نبود امنیت کافی اشاره کرد. 
اتحادیه تشکل‌های کامیون‌داران و رانندگان با صدور بیانیه‌ای در خصوص اعتصاب سراسری کامیون‌داران، این اقدام را «صدای رسای یک ملت» نامید. اعتصاب رانندگان کامیون با مختل کردن زنجیره تأمین و افزایش هزینه‌های توزیع، به کمبود مصنوعی کالا و تشدید فشارهای تورمی در اقتصاد ایران منجر شده است.
تا تاریخ ۲۰ خرداد ۱۴۰۴ بیش از ۴۰ شهروند ایرانی در ارتباط با این اعتصاب‌ها در شهرهای مختلف بازداشت شدند.

## دلایل اعتراض
رانندگان و کامیون‌داران علیه فشار اقتصادی مضاعف که به دلیل سوء مدیریت اقتصادی نظام جمهوری اسلامی تحت رهبری خامنه‌ای بر آنها وارد می‌شود، اعتراض داشتند. سیاستگذاری اقتصادی رژیم جمهوری اسلامی منجر به افزایش هزینه‌های اقشار مختلف جامعه از جمله رانندگان کامیون شده است. آنها می‌گویند قیمت بیمه‌ها به ۳ میلیون و ۳۰۰ هزار تومان در ماه رسیده، همچنین هزینه‌های تعمیرات، قطعات یدکی و عوارض جاده‌ای به اندازه غیرقابل تحملی افزایش یافته است. علاوه بر این، قوانین جدید جمهوری اسلامی باعث کاهش یارانه سوخت شده است؛ پیش‌تر یارانه حدود ۳۰۰۰ لیتر بود، اما در تاریخ آغاز اعتصاب به تنها ۵۰۰ لیتر کاهش یافته بود.
رانندگان کامیون با چالش‌های متعددی روبرو هستند که آن را ناشی از سوء مدیریت رژیم جمهوری اسلامی می‌دانند مانند ناامنی‌های گسترده به دلیل سرقت‌ها، مشکلات در دریافت ویزا و مجوزهای کاری بین‌المللی به دلیل تحریم‌های علیه ایران، وضعیت نامناسب زیرساخت‌های جاده‌ای به دلیل بی‌توجهی مسئولان و موارد مشابه دیگر. جلال موسوی، نایب‌رییس کانون کشوری کامیون‌داران، به وضعیت جاده‌ها اشاره کرد و دولت را به بی‌توجهی متهم نمود:
«بیشترین استهلاک ما ازجمله لاستیک و لوازم‌یدکی ناشی از خرابی جاده‌هاست… دولت به دلیل مشکلات اقتصادی نمی‌تواند و نمی‌خواهد آن را برطرف کند چون پولی ندارد و الان ده‌ها یا شاید صدها پیمانکار جاده‌ای هستند که پرداخت مطالباتشان از دولت به تعویق افتاده است.»— جلال موسوی، نایب‌رییس کانون کشوری کامیون‌داران، https://iranfreedom.net/کامیونداران-ایران،-رکن-تعیین-کننده-چ/

## اعتصابات و اعتراضات
در سال‌های اخیر، رانندگان کامیون و کامیون‌داران بارها در سراسر ایران دست به اعتراض و اعتصاب زده‌اند.
در ماه اردیبهشت ۱۴۰۴، صاحبان کامیون‌ها تصمیم گرفتند در اعتراض به فشار اقتصادی روزافزون ناشی از سوء مدیریت نظام خامنه‌ای، دست به اعتصاب بزنند. مستنداتی وجود دارد که نشان می‌دهد صاحبان کامیون‌ها با توقف همزمان تعداد زیادی کامیون، جاده‌ها را مسدود کرده‌اند و همچنین اعتصاب‌هایی که منجر به تعطیلی پایانه باربری شده است.
در سومین روز از اعتصاب سراسری کامیون‌داران در شماری از شهرهای ایران، تصاویری از میدان تره‌بار کازرون منتشر شد که بر اساس آن، شماری از رانندگان نیسان‌های آبی نیز از تحویل بار خودداری کرده و به جمع معترضان پیوسته بودند.

### حمایت از اعتصاب
از آغاز اعتصاب، بخش‌های مختلفی در ایران از حمایت خود از مبارزه کامیون‌داران خبر دادند:
- رانندگان دیگری در ایران حمایت خود از اعتصاب را ابراز کردند و برخی از آن‌ها نیز به اعتصاب پیوستند، به عنوان مثال رانندگان مینی‌بوس در اصفهان و رانندگان تاکسی در شهرهایی مانند سبزوار و اراک به اعتصاب پیوستند.[۲۴][۲۵][۲۶]
- تشکل‌های صنفی معلمان ضمن اعلام حمایت خود با اعتصاب رانندگان کامیون، بر اصول بنیادین مهمی تاکید کردند - «به‌رسمیت شناختن مطالبات صنفی کامیون‌داران به‌عنوان خواسته‌هایی مشروع و قابل تحقق، همراه با تأکید بر حق اعتصاب; محکومیت برخوردهای امنیتی و قضایی با معترضان; تأکید بر هم‌سرنوشتی اقشار مختلف جامعه، به‌ویژه کارگران، معلمان و رانندگان; نقد بنیادین ساختارهای ناکارآمد و سیاست‌های تبعیض‌آمیز معیشتی; دعوت به حمایت عمومی از اعتراضات و گسترش همبستگی اجتماعی; تحلیل بحران‌های معیشتی در پیوند با فساد ساختاری و سیاست‌گذاری کلان اقتصادی و سیاسی.»[۲۷]
- بر اساس اعلام اتحادیه تشکل‌های کامیون‌داران و رانندگان، صنف نیسان‌داران در برخی شهرها نیز به این اعتصاب پیوستند.[۳][۲۸][۲۹]

- در ۱۲ خرداد بیانیه‌ای حمایت از اعتصاب کامیون‌داران با امضای نزدیک به ۲۲۵ شخصیت، کنشگر، نهادهای سیاسی و رسانه های اجتماعی انتشار شد. از بیانیه:

«اعتراض آنان، صدای میلیون‌ها ایرانی فرودست است که زیر فشار ساختار رانتی و تورم افسار گسیخته، توان ادامه زندگی را از دست داده‌اند.»— https://www.iran-emrooz.net/index.php/news1/121325/

## روزشمار اعتصابات

### ۲۴ اردیبهشت
- در تاریخ ۲۴ اردیبهشت ۱۴۰۴ اتحادیه تشکل‌های کامیونداران و رانندگان سراسر ایران فراخوان اعتصاب سراسری از تاریخ اول خرداد ماه در سراسر ایران صادر کردند. بخشی از متن فراخوان اتحادیه به شرح زیر است:[۳۰] «سال‌هاست با صبوری، چرخ‌های اقتصاد کشور را به دوش کشیده‌ایم، اما در مقابل، جز بی‌توجهی، تحقیر، گرانی، و وعده‌های توخالی چیزی نصیب‌مان نشده است. سوخت نیست، اما انتظار حرکت هست. قطعه نیست، اما باید با پذیرش بازی با جان‌مان در جاده‌ها حرکت کنیم. هزینه گزاف بیمه را می‌گیرند ولی خدماتی در کار نیست. کرایه بار هست، اما یا پرداخت نمی‌شود یا با تأخیر و بی‌عدالتی باید آن را وصول کنیم. شرکت‌ها و واسطه‌ها خون ما را می‌مکند و کسی پاسخگو نیست.»

### ۱ خرداد
- در روز نخست اعتصاب سراسری کامیون‌داران، پنجشنبه ۱ خرداد ۱۴۰۴، گزارش‌ها از آغاز اعتصاب در شهرهای متعددی چون کرمانشاه، اراک، بندرعباس، عباس‌آباد (دره‌شهر)، تبریز، سیرجان، شیراز، لرستان، بافت، زرند، مریوان، تهران، مشهد، زاخو، اسلام‌آباد غرب و ایلام حکایت داشت. کامیون‌داران در این شهرها با پارک‌کردن خودروهای خود در پایانه‌ها یا کنار جاده‌ها از حمل بار خودداری کردند. اعتصاب در اعتراض به سه‌نرخی شدن گازوئیل، افزایش حق بیمه، هزینه‌های بالا و بی‌پاسخ‌ماندن مطالبات صنفی آغاز شد.[۳۱][۳۲]

### ۲ خرداد
- در روز دوم اعتصاب، جمعه ۲ خرداد ۱۴۰۴، دامنه اعتصاب کامیون‌داران گسترش یافت و از تداوم آن در ده‌ها شهر گزارش شد. شهرهایی چون اسلام‌آباد غرب، بندرعباس، گلپایگان، فسا، اسدآباد همدان، اصفهان، کازرون، نجف‌آباد، تیران، دیواندره، دره‌شهر، ایذه، کرمانشاه، سیرجان، گل‌گهر، زنجان، زرند، شمس‌آباد، سنندج، تبریز، یزدانشهر، قزوین، کرمان، اراک، بافت، کاشمر، لطف‌آباد، فولادشهر، شهرکرد، سمیرم، عسلویه، ماهشهر، فیض‌آباد مه‌ولات و مریوان از جمله مناطقی بودند که رانندگان با توقف فعالیت خود، به اعتصاب سراسری پیوستند یا آن را ادامه دادند.[۳۱]

### ۳ خرداد
- در سومین روز اعتصاب، شنبه ۳ خرداد ۱۴۰۴، اعتراض رانندگان کامیون در سطح گسترده‌ای ادامه یافت و گزارش‌ها از تداوم یا پیوستن رانندگان در بیش از ۴۰ شهر حکایت داشت. از جمله شهرهای دزفول، قره‌بلاغ فارس، زرند، ازنا، عسلویه، رومشکان، کازرون، سبزوار، بروجرد، نیشابور، شباب، یزد، کرمانشاه، مهریز، ساوه، اراک، بندرعباس، مشهد، فسا، گهرو، شلمزار، خرم‌آباد، لاهیجان، شمس‌آباد، کنگاور، کرمان، قزانچی، اسلام‌آباد غرب، بنه‌کلاغی (نی‌ریز)، میانشهر، دره‌شهر، صالح‌آباد همدان، بهاباد، سمنان، اردبیل، رفسنجان، شهرضا، سنندج، اصفهان، تهران، تبریز، بیرجند، داراب، بم و فیروزکوه شاهد ادامه این اعتصاب سراسری بودند.[۳۱]

### ۴ خرداد
- در جریان اعتصاب سراسری رانندگان کامیون که در بیش از ۴۰ شهر ایران جریان دارد، نیروهای انتظامی در روز چهارم اعتراضات به تجمع‌کنندگان حمله کرده و تعدادی از آنان را بازداشت کردند.[۳۳]

### ۵ خرداد
- اعتصاب رانندگان کامیون و خودروهای باری در اعتراض به مشکلات صنفی و اقتصادی برای پنجمین روز پیاپی در ده‌ها شهر ایران ادامه یافت. شهرهایی چون سنندج، کرمانشاه، قزوین، اردبیل، سبزوار و اصفهان از جمله مراکز گزارش‌شده از گسترش این اعتصابات هستند.[۳۴]

### ۶ خرداد
- در ششمین روز اعتصاب سراسری کامیون‌داران و رانندگان، گزارش‌ها از پیوستن رانندگان در ۱۲۵ شهر ایران حکایت دارد. این اعتصاب در واکنش به افزایش حق بیمه و سه‌نرخی شدن گازوئیل، از اول خرداد با فراخوان قبلی آغاز شده و قرار است یک هفته ادامه یابد. در همین روز، دادستان اردبیل از بازداشت فردی به‌اتهام تهدید یک راننده در حال حمل بار خبر داد.[۳۵]

### ۷ خرداد
- در هفتمین روز اعتصاب سراسری، چهارشنبه ۷ خرداد ۱۴۰۴، اعتراض کامیون‌داران در بیش از ۱۳۰ شهر ایران ادامه یافت. با وجود تهدیدها، بازداشت‌ها و برخوردهای امنیتی، اعتصاب گسترده‌تر شد و صنوفی چون رانندگان نیسان نیز اعلام حمایت کردند.[۳۶][۳۷][۳۸]
- اتحادیه تشکل‌های کامیون‌داران در بیانیه‌ای این حرکت را «حماسه» خواند و تأکید کرد که رانندگان در برابر فشارهای معیشتی و سرکوب ایستاده‌اند. این اتحادیه همچنین واکنش مقام‌های رسمی را تأییدی بر حقانیت مطالبات رانندگان دانست و اعلام کرد اعتصاب تا تحقق رسمی و کتبی خواسته‌ها ادامه خواهد داشت.[۳۷]

### ۸ خرداد
- در هشتمین روز اعتصاب سراسری کامیون‌داران، صدها تشکل صنفی و دانشجویی از جمله اتحادیه کامیون‌داران، انجمن صنفی معلمان فارس، انجمن صنفی معلمان اسلام‌آباد غرب و ۱۸۹ تشکل و فعال جنبش «زن، زندگی، آزادی» از این حرکت حمایت کرده و آن را بخشی از یک مبارزه سراسری برای احقاق حقوق اقتصادی و سیاسی دانستند. مسیرهای مختلف در شهرهایی چون اهواز، تهران، قزوین، مشهد و نائین شاهد کاهش تردد خودروهای سنگین بودند.[۳۹]
- اتحادیه تشکل‌های کامیون‌داران و رانندگان سراسر ایران اعلام کرد که اعتصاب کامیون‌داران به ۱۴۱ شهر گسترش یافته است. این اتحادیه از همه رانندگان، نیسان‌داران، بازنشستگان، کارگران، معلمان و مردم آزاده‌ای که با آنها همراهی کردند تشکر نموده و اعلام کرد که "تا تحقق مطالبات" خود به اعتصاب ادامه خواهند داد.[۴۰]

### ۹ خرداد
- با وجود فشارهای امنیتی و بازداشت‌های گسترده، اعتصاب سراسری کامیون‌داران و رانندگان خودروهای سنگین ایران روز جمعه ۹ خرداد ۱۴۰۴ برای نهمین روز متوالی در ۱۴۱ شهر ادامه یافت. اتحادیه تشکل‌های کامیون‌داران از گسترش اعتصاب و پیوستن رانندگان اتوبوس، نیسان و وسایل نقلیه شهری و بین‌شهری خبر داد و حمایت اقشار مختلف را «دلگرم‌کننده» خواند. این اتحادیه خواستار آزادی فوری بازداشت‌شدگان شد و تأکید کرد اعتصاب تا تحقق مطالبات ادامه دارد.[۴۱]

### ۱۰ خرداد
اعتصاب کامیون‌داران در ایران وارد دهمین روز خود شد. این اعتصاب تا کنون در  ۳۱ استان و ۱۵۲ شهر کشور گسترش یافته است.

### ۱۲ مرداد
در تهران جمعی از رانندگان یا صاحبان کامیون‌های باری سنگین برای دومین روز متوالی در اعتراض به عدم ترخیص کامیون‌های وارداتی خود در برابر  وزارت صمت تجمع اعتراضی برپا کردند.

## واکنش جمهوری اسلامی

### واکنش مقامات جمهوری اسلامی
پس از تداوم اعتصاب کامیوان‌داران و بی‌توجهی مقامات رسمی جمهوری اسلامی به علل شکل‌گیری این اعتراض‌ها، هم‌زمان با ادامه اعتصاب و گسترده‌تر شدن آن برخی مقام‌های جمهوری اسلامی روز ۴ خرداد به این اعتراضات واکنش نشان دادند و منشأ آن را خارج از ایران معرفی کردند.
- محمدباقر قالیباف، رئیس مجلس در روز چهارم خرداد ۱۴۰۴ کامیون‌داران را از ارکان اصلی زنجیره تأمین کالا دانست و خواستار رسیدگی فوری به مشکلات آن‌ها شد. همچنین معاون سازمان راهداری با هدف شکستن اتحاد کامیون‌داران، وعده داد سهمیه سوخت پایه رانندگان حفظ شود و موضوع کاهش آن دوباره بررسی گردد. او از مذاکرات با سازمان تأمین اجتماعی برای ارائه تخفیف بیمه‌ای به رانندگان خبر داد و تأیید کرد که افزایش ۴۵ درصدی حق بیمه در ابتدای سال، موجب اعتراضاتی در میان کامیون‌داران شده است.[۴۵]
- عادل نجف‌زاده، نماینده خوی، در صحن علنی مجلس نسبت به فروپاشی ناوگان حمل‌ونقل کشور هشدار داد و اعلام کرد: «ناوگان حمل‌ونقل کشور به دلیل عدم توجه در دهه‌های اخیر، نبود نوسازی و همچنین فقدان حمایت جدی از قشر زحمتکش رانندگان، در حال فروپاشی است.»[۴۶]
- پس از ۹ روز بی‌توجهی به اعتصاب سراسری کامیون‌داران، نخستین واکنش رسمی دولت نسبت به مطالبات کامیون‌داران از سوی فاطمه مهاجرانی، سخنگوی دولت، مطرح شد. مهاجرانی با اشاره به اعتراضات رانندگان خودروهای سنگین، اعلام کرد که مطالبات آنان به دو بخش تقسیم می‌شود: بخش نخست، خواسته‌های صنفی است که دولت خود را موظف به پاسخگویی به آن می‌داند. وی همچنین تأکید کرد برخی قوانین و مقررات بدون دقت کافی وضع شده‌اند و افزود که طبق اعلام وزارت نفت، چنانچه حمل بار با بارنامه الکترونیکی انجام شود، نرخ سوخت تغییر نخواهد کرد. دولت، ضمن تأکید بر مجاز بودن بارهای دارای بارنامه، رانندگان را از زحمتکش‌ترین اقشار جامعه دانست اما تصریح کرد که باید فرآیندهای حمل‌ونقل به‌درستی مدیریت شوند.[۴۷][۴۸]

### بازداشت رانندگان و معترضان
تا تاریخ ۲۰ خرداد ۱۴۰۴ بیش از ۴۰ شهروند ایرانی در ارتباط با این اعتصاب‌ها در شهرهای مختلف بازداشت شدند.
- در ۴ خرداد، در چهارمین روز اعتصاب کامیون‌داران گزارش‌ها حاکی از بازداشت چند راننده معترض توسط مأموران حکومتی است.[۴۹]
- در ۵ خرداد، در پنجمین روز اعتصاب کامیون‌داران اخبار بازداشت برخی رانندگان و کامیون‌داران معترض از مجاری رسمی بیان شد و برخی از کارشناسان از احتمال ایجاد پرونده‌های بیشتر برای معترضان در قوه قضاییه به جای شنیدن صدای آنها سخن گفتند.
- کامران میرحاجی، دادستان مرکز استان فارس، اعلام کرد که برای شماری از رانندگان معترض در این استان پرونده قضایی تشکیل شده و تعدادی نیز بازداشت شده‌اند. او این رانندگان را به «اختلال در خدمات‌رسانی و جابه‌جایی کالا» متهم کرد.[۵۰]
- در ۶ خرداد، دادستان اردبیل از بازداشت فردی خبر داد که یک راننده در حال حمل بار را تهدید کرده بود.[۵۱]
- در ۶ خرداد، ۱۱ تن از رانندگان و کامیون‌داران در کرمانشاه، در پی اعتراضات صنفی و اعتصاب آن‌ها بازداشت شدند. مقام‌های قضایی این افراد را به «اخلال در نظم عمومی» و «جلوگیری از خدمات‌رسانی» متهم کرده‌اند.[۳]
- در ۶ خرداد، شهاب دارابی، راننده کامیون و کاربر فعال در شبکه‌های اجتماعی اهل اسلام‌آباد غرب، در تاریخ ۶ خرداد هم‌زمان با اعتصاب سراسری کامیون‌داران، توسط نیروهای امنیتی در منزل شخصی‌اش بازداشت شد. بنا بر گزارش‌ها، بازداشت وی با برخورد خشونت‌آمیز مأموران در حضور اعضای خانواده همراه بوده است. منابع خبری علت بازداشت او را حمایت از اعتصاب رانندگان کامیون عنوان کرده‌اند. محل نگهداری او تاکنون اعلام نشده است.[۵۲][۵۳][۵۴]
- در ۷ خرداد، در هفتمین روز از اعتصاب سراسری کامیون‌داران، چندین راننده خودروهای سنگین در استان کرمانشاه توسط نیروهای امنیتی جمهوری اسلامی ایران بازداشت شدند.[۵۵]
- در ۷ خرداد، رسانه‌های حقوق‌بشری گزارش داده‌اند که برای صدیق محمدی، کاوه مرادیان و رستگار مرادی، سه راننده کامیون معترض، قرار بازداشت یک‌ماهه صادر شده است. بازداشت این افراد در پی حضور آنان در تجمع اعتراضی در سه‌راهی سنندج – مریوان و مشارکت در اعتصاب کامیون‌داران صورت گرفته است.[۵۶]
- در ۷ خرداد، در شهرستان دهگلان نیز دو راننده دیگر با نام‌های زانکو رستمی و فردی به نام حامد (با نام خانوادگی نامشخص) توسط نیروهای امنیتی و در ارتباط با اعتصاب رانندگان بازداشت شده‌اند.[۵۶]
- در ۷ خرداد، در جریان اعتصاب سراسری کامیون‌داران، سپاه قدس گیلان از بازداشت یک شهروند در رشت خبر داد. وی به اتهام ایجاد اختلال در حمل‌ونقل جاده‌ای، اخلال در جابجایی کالاهای اساسی، و حمایت از گروه‌های مخالف حکومت بازداشت شده است.[۵۷][۵۸]
- در ۷ خرداد، فرمانده انتظامی شهرستان بندرلنگه از بازداشت یک شهروند به اتهام «ترغیب و تشویق رانندگان کامیون به اعتصاب» خبر داد.[۵۹]
- در ۷ خرداد، روابط عمومی سپاه ولی عصر خوزستان اعلام کرد چند نفر به اتهام تصویربرداری از تجمعات کامیون‌داران در پایانه بار بندر امام خمینی و ارسال آن به رسانه‌های مخالف حکومت، شناسایی و بازداشت شده‌اند.[۶۰]

## واکنش‌ها
- چهار تشکل کارگری شامل سندیکای کارگران نیشکر هفت‌تپه، گروه اتحاد بازنشستگان، کارگران بازنشسته خوزستان و کمیته هماهنگی برای کمک به ایجاد تشکل‌های کارگری با صدور بیانیه‌ای اعلام کردند که راهی جز اتحاد برای تغییر وضعیت «نکبت‌بار و ننگین» کنونی وجود ندارد. این تشکل‌ها در پایان بیانیه تأکید کردند: «ما در آغاز راه هستیم و باید برای تغییر سرنوشت خود، پشتیبان و حامی یکدیگر باشیم.»[۶۱]
- چندین انجمن و گروه دانشجویی از جمله «آیکویا»، «دانشجویان دانشگاه تورنتو برای ایران آزاد»، «دانشگاهیان ایرانی برای آزادی»، «خبرنامه امیرکبیر» و «ما دانشجویان ایرانی هستیم» با انتشار بیانیه‌ای اعلام کردند که کامیون‌داران ایران با آگاهی و مسئولیت‌پذیری، در صف مقدم مبارزه‌ای قرار دارند که نماینده خواسته‌های عمومی مردم است.[۳۹]
- تعدادی از تاکسی‌داران و مینی‌بوس‌داران در شهرهای سبزوار و اصفهان در پشتیبانی از اعتصاب کامیون‌داران دست از کار کشیده و اعتصاب کردند.

## پیامدهای اقتصادی اعتصاب کامیون‌داران در ایران
اعتصاب رانندگان کامیون در ایران موجب اخلال جدی در سازوکار اقتصادی کشور شده است, به‌ویژه با توجه به وابستگی بالای اقتصاد ایران به حمل‌ونقل جاده‌ای، که برآورد می‌شود بیش از ۹۰ درصد از جابه‌جایی کالاهای داخلی از این مسیر انجام می‌شود. این توقف، با ایجاد گلوگاه‌های لجستیکی، روند تأمین و توزیع کالا را مختل کرده و منجر به تأخیر در تحویل بار از کارخانه‌ها تا بازار مصرف می‌شود.
این وقفه‌ها باعث می‌شود فعالان اقتصادی برای تأمین نیاز بازار، به مسیرهای غیررسمی و پرهزینه‌تری مانند واسطه‌ها یا تأمین اضطراری متوسل شوند. این روند در نهایت منجر به افزایش هزینه‌های توزیع و قیمت‌گذاری کالاها می‌شود. این وضعیت بر انتظارات مصرف‌کنندگان تأثیرگذار است و به افزایش فشارهای تورمی دامن می‌زند، چرا که واکنش بازار تنها به متغیرهای عرضه و تقاضا محدود نمی‌شود، بلکه حس ناامنی اقتصادی نیز نقش مهمی در شکل‌دهی رفتار بازار ایفا می‌کند.